# Giovanni Cocchi (presbitero)
Giovanni Cocchi (Druento, 2 luglio 1813 – Torino, 25 dicembre 1895) è stato un presbitero italiano, che si è particolarmente distinto nelle attività in favore dei giovani.

## Biografia
Di famiglia molto umile, nasce a Druento e si trasferisce a Torino con la madre nel 1830. Una volta diventato sacerdote (1836) inizia varie attività a favore dei ragazzi poveri della Torino dell'età industriale.
Ecco un elenco delle sue principali iniziative:
- Oratorio dell'Angelo custode - 1840 - in borgo Vanchiglia
- Collegio Artigianelli - 1849 - in varie collocazioni e poi in corso Palestro
- Oratorio San Martino - 1852 - in Borgo Dora
- Colonia agricola - 1852 - a Cavoretto, trasferita a Moncucco (Asti) nel 1853
- Riformatorio - 1868 - a Chieri, trasferito a Bosco Marengo (Alessandria) nel 1870.

Di particolare importanza sono la fondazione del Collegio Artigianelli per la storia che poi esso ha avuto legata alla figura di san Leonardo Murialdo e la fondazione della colonia agricola di Rivoliu, prima del suo genere in Italia.
Molte delle sue iniziative sono state portate avanti da san Giovanni Bosco e soprattutto da san Leonardo Murialdo. Per tale motivo può a buona ragione essere chiamato il padre dei Santi Sociali.
Muore nel 1895 al Collegio Artigianelli. La sua tomba è collocata nella cappella del collegio stesso.